# Oyigbo
Oyigbo est une zone de gouvernement local de l'État de Rivers au Nigeria,. C'est un royaume traditionnel, et son souverain est Eze Mike Nwaji depuis 1998.

## Source
- (en) Cet article est partiellement ou en totalité issu de l’article de Wikipédia en anglais intitulé « Oyigbo » (voir la liste des auteurs).